# Hickmania
Hickmania és un gènere de la família dels austroquílids (Austrochilidae), aranyes cribel·lades. Hi ha una sola espècie descrita, Hickmania troglodytes, coneguda com a tasmanian cave spider, que només es troba a Tasmània, on té una àmplia distribució. Viu especialment en sistemes de drenatge subterranis i de coves, on es poden trobar en grans quantitats a les entrades. És una espècie d'icona de la fauna de Tasmània.
Arriben fins als 2 cm pel que fa al cos, i amb les potes, fins a 18 cm. La seva teranyina pot tenir més d'un metre de diàmetre. Els mascles, més petits tenen una corba característica cap al final de la segona pota, que utilitzen per subjectar el cap de la femella durant l'aparellament. Les aranyes d'aquesta espècie tenen una vida inusualment llarga per ser una aranya araneomorfa: poden viure unes quantes dècades.
Aquest gènere, únic dins la seva pròpia subfamília (Hickmaniinae), és l'única coneguda d'un vell llinatge que habità el continent de Gondwana. Els seus parents més propers és troben a Amèrica del Sud.

## Nom
El nom del gènere està dedicat a Hickman, un aracnòleg que fou professor de la Universitat de Tasmània i que es va especialitzar en aranyes. El nom de l'espècie, troglodytes, és grec i vol dir "habitant de les coves".